# Økologisk havedyrkning
Økologisk havedyrkning er en dyrkningsform, hvor planlægning, anlæggelse og pleje af haven sker ud fra viden om jordbundens, planternes og dyrenes økologi. Heri ligger også for de fleste, at man afstår fra at bruge kemiske midler i sin havedyrkning, og det betyder, at man undgår kunstgødning og kemiske bekæmpelsesmidler.
Det sidste er sikkert den side af den økologiske havedyrkning, som er mest kendt, men det lykkes ikke uden en indgående viden om havens økologi.

## Emner
Neden for findes henvisninger til artikler om emner, som er væsentlige for økologisk dyrkning af haver.

### Jordbundsforhold
Jordbunden er det materiale, som planter og jordbundsorganismer lever i, og derfor også det, som man dyrker, når man driver landbrug, skovbrug eller gartneri. Når mikroskopiske (mikrober) og makroskopiske organismer har lever i råjorden, samles der efterhånden et lag af organismeaffald og døde organismer (dyre- og planterester), som tilsammen kaldes førne. Når førnen bliver omsat af jordens bakterier og svampe, dannes der produkter, der repræsenterer stigende grad af nedbrydning.
Til sidst er energien udvundet af førnen, hovedparten af mineralerne er frigivet, og tilbage er en sort, geléagtig rest, humus. Hvis førne, humus og alle mellemprodukterne bliver blandet ned i råjorden, dannes der muld, men hvis det hele bliver liggende for sig selv øverst oppe, opstår der i stedet morr. Begge disse jordtyper er former for overjord, som også kaldes dyrkningslaget eller madjorden.
- pH
- Jordtype
- Jordbundsprofil
- Struktur (jordbund)
- Tekstur (jordbund)
- Jordbundstest

### Jordbundens liv
Jordbundens levende organismer opdeles i flora og fauna, ganske som man inddeler organismerne over jorden. Som det gælder over jorden, sådan er det også i jorden. Der er fire forskellige måder, organismerne kan skaffe sig føde på:
1. De kan leve af som fotoautotrofe, for indtil ca. 3 cm jorddybde er der tilstrækkeligt lys til, at alger kan leve af fotosyntese.
2. De kan leve som kemoautotrofe, hvad nogle bakterier gør, især i iltfattig jord, hvor de omsætter kvælstof- og svovlforbindelser.
3. De kan leve som rovdyr ved at æde af de autotrofe og heterotrofe organismer.
4. De kan leve som heterotrofe nedbrydere, og det gør de fleste af organismerne, for de omsætter førne og underjordiske planterester.

#### Megafauna: > 20 mm
- Mosegris
- Gnaver

#### Makrofauna: 2-20 mm
- Regnorm
- Edderkop
- Bille
- Skolopender
- Snegl (nøgen)
- Snegl (husbærende)
- Myre
- Mejere

#### Mesofauna: 100 mikrometer-2 mm
- Tardigrad
- Mide
- Springhale

#### MikrofaunaogMikroflora: 1-100 mikrometer
- Gær
- Bakterie
- Svampe
- Protozo
- Rundorm
- Mykorrhiza

### Frugtbarhed
En jords frugtbarhed er dens evne til at yde afgrøder, når man bruger den som ressource i agerbruget. Fra første færd har jordbrugerne vidst, at der er stor forskel på frugtbarheden, og de har kendt til at undgå de dårligste jorde, når de slog sig ned et sted. Eksempelvis slog de første danske agerbrugere sig ned i Vestjylland, fordi jorden var bedst dér. I dag ville man ryste på hovedet ad sådan at valg, men sandheden er, at kombinationen af rigelig nedbør, let sandet jord og et tykt muldlag gav de største udbytter med datidens produktionsmidler.

#### Kompostering
- Kompost
- Humus
- Kompostering i beholder
- Kompostering i bunke
- Bladkompost
- Ormekompost
- Champignonmuld
- Fladekompostering
- "Menneskegødning" (Kompostering af menneskeligt affald)
- Grøngødning
- Bælgplante
- Algegødning

### Dyrkningsteknik
Beslutninger om valg af dyrkningsteknik afgøres af mange forhold: for det første hvilke(n) afgrøde(r), der ønskes dyrket. For det andet de stedlige jordbundsforhold og klimatiske forhold. Yderligere, om der indgår husdyrhold i driften, om driften forestås af en enkelt ejendom eller inden for rammerne af et dyrkningsfællesskab samt afsætningsforholdene: om afgrøderne anvendes til egen fødevareforsyning eller til salg (herunder også salg af afgrøder til fx industrielle formål). Endelig indgår der en tidsfaktor, sådan at udviklingen over tid med inddragelse af nye afgrøder (samt forædling af gamle), brug af nye teknikker, udvikling af nye maskiner og redskaber og mange andre forhold har bevirket, at tidligere tiders (det vil sige op til mellemkrigstiden) udbredte dyrkningssystemer i stor udstrækning er gledet ud af brug.
- Gravefri have
- Ledsageplante
- Successionsplantning
- Sædskifte
- Dækafgrøde
- Ukrudtsbekæmpelse fremgangsmåder (se også 'ukrudt' nedenfor)
- Tørkebed (vandbesparende dyrkning)
- Vanding med gråt vand

### Haveredskaber
Haveredskaberne kan deles i håndredskaber og havemaskiner. Håndredskaberne har en meget lang historie bag sig og de er udtryk for århundreders erfaringer med udformning og anvendelsesområde for de forskellige redskaber. Samtidig er der udviklet viden om den praktiske håndtering af hvert enkelt redskab.
Havemaskinerne er stort set udviklet og taget i brug i løbet af det 20. århundrede. De har gået deres sejrsgang, fordi de sparer på havedyrkerens personlige energi. I stedet er de afhængige af fossile brændstoffer eller elektrisk energi. Maskinerne kræver et godt kendskab til deres vedligeholdelse, og de forudsætter, at brugeren er nøje bekendt med vilkårene for deres rette anvendelse.

#### Jordbearbejdning
- Spade
- Greb
- Hakke
- Rive
- Kultivator

#### Plænepleje
- Plæneklipper

#### Beskæring
- Beskæresaks
- Beskæresav

### Planteavl
Plantedyrkning eller planteavl (i daglig tale ofte = jorddyrkning) er den planlagte, landbrugsmæssige eller gartneriske dyrkning af nytteplanter og prydplanter. Det centrale er produktionen af værdifulde madvarer i form af planter, men også dyrkning og pleje af stueplanter og prydplanter til haver og parker falder ind under dette begreb.

#### Frøformering
- Frøsamling
- Frøbed
- Stratificering

#### Vegetativ formering
- Deling (planteavl)
- Podning

### Dyr i haven
- Biavl
- Hønsehold
- Fugle i den økologiske have

### Afgrøder
Afgrøden (af middelalderdansk å (= "på") + grøde (= "det at gro"), altså = "det, der gror på marken") er den mængde dyrkede planter, som enten står på marken, eller som er i hus. Ordet bruges også mere snævert som synonym for høstudbyttet.
Det, som styrer lysten til at producere afgrøder, er tre forhold: Afgrødens mængde pr. arealenhed, afgrødens mængde pr. arbejdstime og afgrødens næringsværdi. Disse overvejelser ligger bag de valg, som de første agerbrugere traf, da de bestemte sig for, hvilke afgrøder, de ville dyrke (se Frugtbare halvmåne). Valget har måttet bygge på praktiske erfaringer, erhvervet gennem den lange periode, hvor planteavl blot var en ekstra reserve ved siden af jagt og indsamling.

#### Grønsagsdyrkning
- Dyrkning af kål
- Dyrkning af bønner
- Dyrkning af løg
- Dyrkning af kartofler
- Dyrkning af salat
- Liste over krydderurter

#### Frugtdyrkning
- Frugttræ
- Frugttrægrundstamme
- Beskæring af frugttræ
- Frugtbusk
- Bestøvningsforhold
- Dækafgrøder

### Den økologiske prydhave
- Liste over blomsterplanter
- Vandplanter
- Blomsteralbum (illustrationer af mange prydblomster)

#### Specialbede
- Blomstereng
- Grøftekant
- Hedebed
- Kalkbundsbed
- Præriebed
- Skovhave
- Stenbed
- Steppebed
- Surbundsbed

#### Økologisk plænepleje
- Skadedyr og sygdomme
- Biologisk skadeyrsbekæmpelse
- Fysiologiske plantesygdomme (på grund af miljøforhold som vejrlig, næringsmangler osv.)
- Mangelsygdomme

- Bormangel
- Calciummangel
- Jernmangel
- Magnesiummangel
- Manganmangel
- Kvælstofmangel
- Fosformangel
- Kalimangel

- Plantesygdomme (på grund af svampe, vira, bakterier osv.)
- Forebyggelse af plantesygdomme
- Resistens i frugt og grønsager

### Ukrudt
Det egentlige ukrudt er en forholdsvis kort række urteagtige planter, som erfaringsmæssigt følger med overalt, hvor jorden bliver dyrket. De udnytter den niche, der opstår, når vi afbryder den naturlige succession og forsøger at gennemtvinge, at jorden skal være dækket af en bestemt afgrøde. Ukrudtsarterne er pionerarter, som er tilpasset til at udnytte udækket, nøgen jord eller i hvert fald jord, som kun er sparsomt dækket af vegetation. De fleste ukrudtsplanter er faktisk særdeles succesfulde planter, da de på kort tid kan sprede frøog dække større arealer.
Når de bliver betragtet som skadelige, så skyldes det, at de kan konkurrere om vand, lys og næring med de ønskede nytteplanter som f.eks. kornplanter, prydplanter, krydderier eller krydderurter. En anden grund er, at de kan gøre nytteplanternes afgrøde ubrugelig. Det kan være, når ukrudtet er giftigt for dyr eller mennesker. Endelig kan ukrudtet være hjemsted for plantesygdomme eller skadedyr, som senere vil angribe kulturplanterne.
- Indikatorplanter
- Ukrudtsbekæmpelse

### Økologiske organisationer
- Landsforeningen Økologisk Jordbrug
- Landsforeningen Praktisk Økologi

- Nogle afgørende personligheder indenfor økologisk havedyrkning (indsæt venligst navne i alfabetisk orden)

- Peder Agger
- Ritt Bjerregaard
- Jens Thejsen
- Troels Østergaard